# 工藤義弘
工藤 義弘（くどう よしひろ、1959年 - ）は、日本のハードロック、ヘヴィメタルドラマー。奈良県出身。

## 人物
EARTHSHAKERからメジャーデビュー後、様々なライブやレコーディングでセッションを行っている。
ESPミュージカルアカデミーのドラム講師も勤めている。
ドラムセットの改造を自前で行ってしまう事でも知られており、シェルのカバリングの張替えなどはもちろんの事、スタンド類を溶接して複雑なセッティングをコンパクトに行えるよう工夫を凝らした改造を行っている。かつてはドラムセットに電飾を組み込む、バスドラムを鳴らすと煙幕が出るようにする、バスドラムを二重に重ねた大砲のようなセットにする、等の見た目重視の改造が多かった。

## 略歴
- 1979(?)年 － EARTHSHAKER加入
- 1995年 － GRACIAS加入